# Lissonota variabilis
Lissonota variabilis är en stekelart som beskrevs av Holmgren 1860. Lissonota variabilis ingår i släktet Lissonota och familjen brokparasitsteklar. Arten är reproducerande i Sverige. Utöver nominatformen finns också underarten L. v. rubrorientor.